# Messier 68
A Messier 68 (más néven M68, vagy NGC 4590) egy gömbhalmaz a Hydra csillagképben.

## Felfedezése
Az M68 gömbhalmazt Charles Messier francia csillagász fedezte fel, majd 1780. április 9-én katalogizálta.

## Tudományos adatok
Az M68 112 km/s sebességgel közeledik felénk.

## Megfigyelési lehetőség
Magyarország földrajzi szélességéről meglehetősen nehéz megfigyelni a déli deklinációja miatt. Legegyszerűbb a δ Corvi és a β Corvi csillagok közé húzott egyenes mentén megkeresni az ADS 8612 kettőscsillagot, majd ettől 45'-re északkeletre megtalálható a gömbhalmaz. A halmaz közelében van (nem tagja) az FI Hydrae Mira változócsillag, mely 9 magnitúdósra is kifényesedhet.